# Observatorio Astronómico V. P. Enguelgardt
El Observatorio Astronómico V. P. Enguelgardt (del ruso: Астрономическая обсерватория им. В. П. Энгельгардта), también conocido simplemente como  Observatorio Engelhardt (y también con las grafías inglesas Engelhardt o Engel'hardt) se encuentra a 20 kilómetros al oeste de Kazán, Rusia. Su código de observatorio es el 136. Sus coordenadas son aproximadamente 55°50′23″N 48°48′45″E / 55.83972, 48.81250.
Fue fundado en 1901, y su nombre es un homenaje al astrónomo ruso Vasili Pavlóvich Enguelgardt (1828-1915). En septiembre de 2023 los observatorios astronómicos de la Universidad Federal de Kazán fueron declarados Patrimonio de la Humanidad por la UNESCO.

## Estación Zelenchukskaya

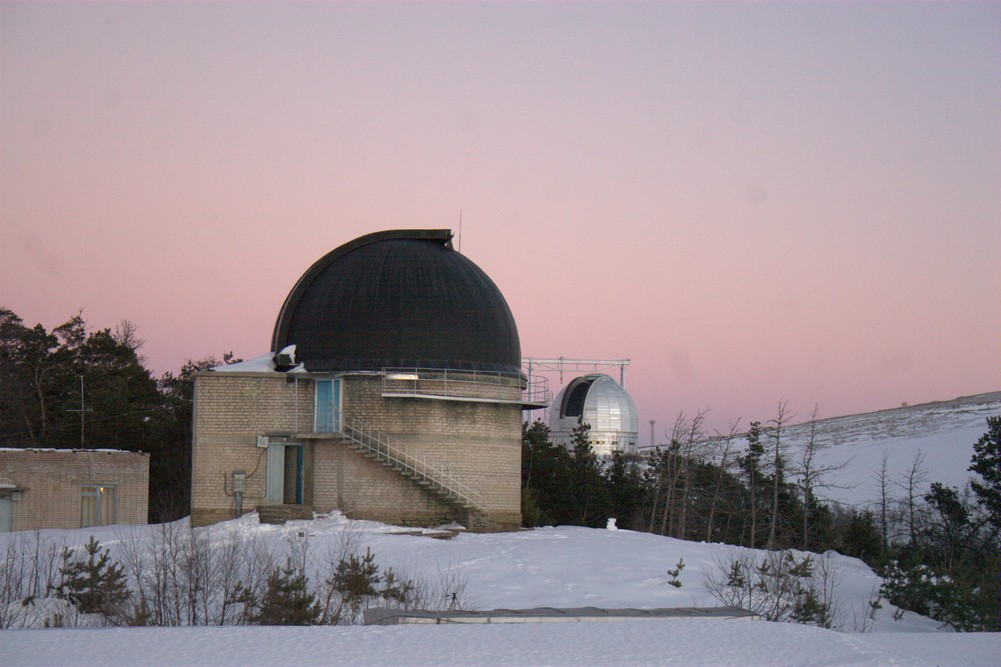
Estación Zelenchukskaya (código UAI 114), localizado en las montañas del Cáucaso

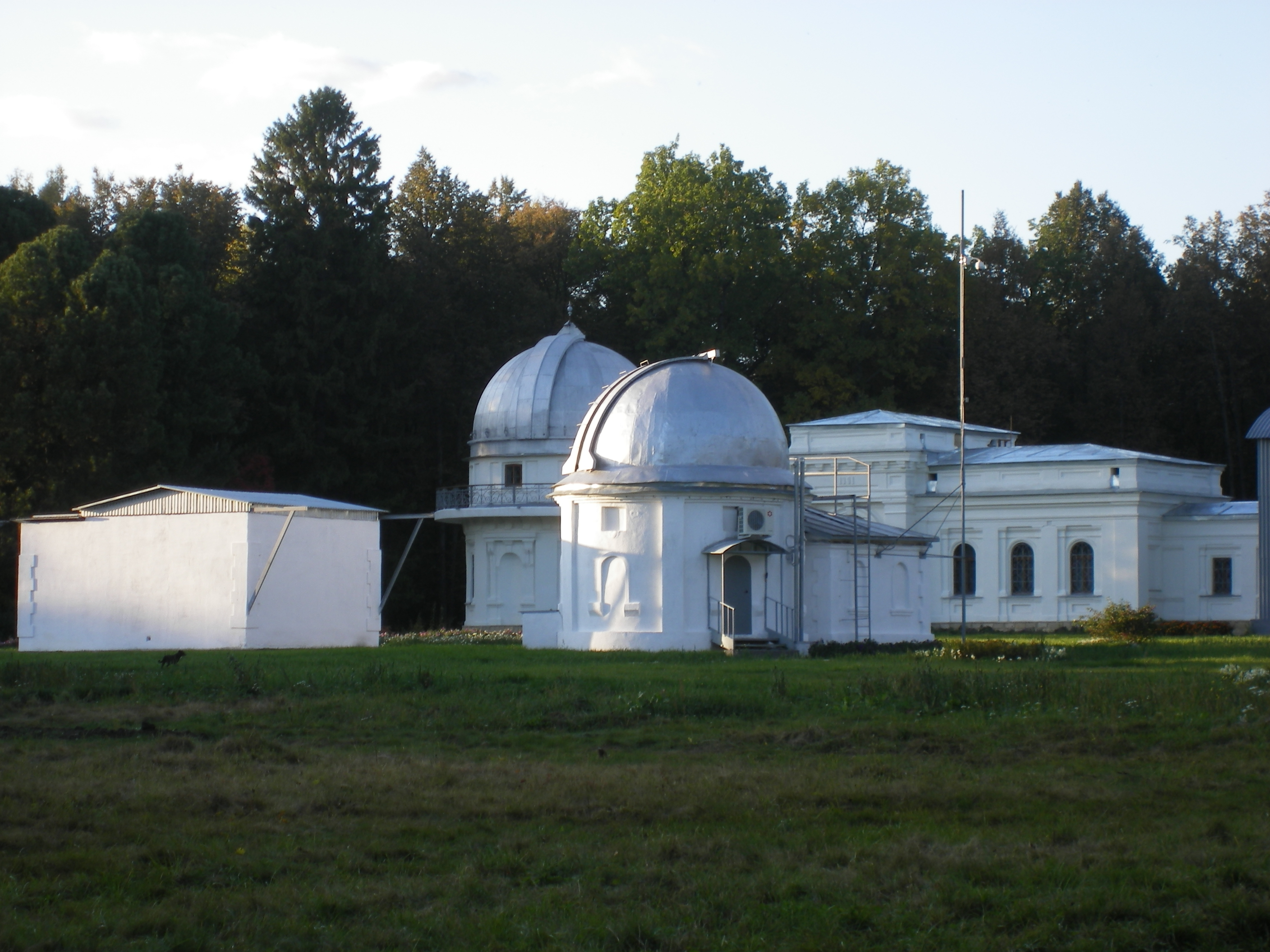
Cúpulas del Observatorio de Kazán

La Estación Zelenchukskaya (con el código 114, nombre abreviado como "Zelenchukskaya Stn" por la UAI / MPC) depende del observatorio principal de Kazán. Se encuentra a una altitud de 2047 m, cerca de Zelenchukskaya, en las montañas de la región del Cáucaso septentrional. Posee un telescopio reflector de 0.3 metros de diámetro y con una distancia focal de 7,7 m.
La estación es conocida por sus numerosas observaciones cometarias (ver enlaces externos) y descubrimientos de planetoides registrados por el astrónomo aficionado ruso Timur Kriachkov. Además, el Centro de Planetas Menores acredita directamente a la Estación Zelenchukskaya por el descubrimiento de 6 planetas menores en 2008, entre los que se incluye el denominado (212929) Satovski, un asteroide del cinturón principal llamado así por Boris Ivanovich Satovski (1908-1982), un científico ruso laureado con el Premio Estatal de la Unión Soviética.
Debe tenerse en cuenta que el Observatorio Astrofísico Especial de la Academia de Ciencias de Rusia (Código UAI 115), que dispone del telescopio BTA-6, también se encuentra cerca de Zelenchukskaya.